# Rudy (Arkansas)
Rudy – miasto w Stanach Zjednoczonych, w stanie Arkansas, w hrabstwie Crawford.